# Des filles à croquer
Pour plus de détails, voir Fiche technique et Distribution.
Des filles à croquer (Κορίτσια για φίλημα (Koritsa yia filima)) est un film grec réalisé par Yánnis Dalianídis et sorti en 1965.
Le film fit 619 236 entrées en première exclusivité.
Des Filles à croquer fut le premier film grec tourné et projeté en stéréo, même si au moment de sa sortie, seul le cinéma Attikón d'Athènes était équipé.

## Synopsis
Rena Eleftheriou (Rena Vlachopoulou), directrice d'une agence de voyages de New York, vient passer ses vacances en Grèce avec sa nièce Jenny (Zoi Laskari) et un greco-américain Jim Pappas (Giannis Vogiatzis). Elle décide d'aider financièrement son frère pour financer l'exploitation d'une source minérale découverte sur la propriété de son épouse. À Rhodes, où elle cherche un financement, Rena rencontre un homme d'affaires, Petros Ramoglou (Giorgos Gavriilidis). Andreas, le fils de celui-ci, et Kostas, un de ses amis, tentent de séduire Jenny en se faisant passer l'un pour l'autre : Kostas pour le riche Andreas et Andreas pour le pauvre Kostas. Arrive Martha, une actrice, la fiancée d'Andreas. Andreas et Jenny s'enfuient à Hydra. Martha les suit et révèle la vérité à Jenny. Rien n'y fait. Jenny reste avec Andreas. Martha se console avec Paul, le réalisateur du film dont elle est la vedette. Rena obtient les fonds pour son frère et cède aux avances de Jim Pappas.

## Fiche technique
- Titre : Des filles à croquer
- Titre original : Κορίτσια για φίλημα (Koritsa yia filima)
- Réalisation : Yánnis Dalianídis
- Scénario : Yánnis Dalianídis
- Production :
- Société de production : Finos Film
- Directeur de la photographie : Nikos Kavoukidis
- Montage : Petros Lykas
- Direction artistique : Markos Zervas
- Costumes : A. Stravopoulos
- Musique : Mimis Plessas
- Pays d'origine : Grèce
- Genre : comédie musicale
- Format : 35 mm, stéréo
- Durée : 88 minutes
- Date de sortie : 1965

## Distribution
- Zoe Laskari
- Rena Vlachopoulou
- Martha Karagianni (el)
- Chloe Liaskou
- Kostas Voutsas
- Andreas Douzos (el)
- Giannis Vogiatzis (en)
- Alekos Tzanetakos (el)
- Giorgos Gavriilidis (en)
- Periklis Hristoforidis (en)